# Newent Railway
Die Newent Railway war eine britische Eisenbahngesellschaft in Gloucestershire  in England. 

## Geschichte
Die Gesellschaft wurde am 5. August 1873 gegründet. Gemeinsam mit der Ross and Ledbury Railway errichtete sie eine Bahnstrecke von Over Junction bei Gloucester nach Ledbury. Die Verbindung der Strecken der beiden Gesellschaften erfolgte bei Dymock. Auf Grund von Finanzierungsproblemen verzögerte sich die Fertigstellung, die Great Western Railway erhielt 1874 und 1885 die Genehmigung für entsprechende weitere Kapitalbeteiligungen an der Newent Railway. Am 27. Juli 1885 eröffnete die 20,5 Kilometer lange Bahnstrecke, die zu einem Großteil dem Bett des Herefordshire and Gloucestershire Canals folgte. Die Great Western Railway übernahm die Gesellschaft am 1. Juli 1892.